# Regula Zweifel

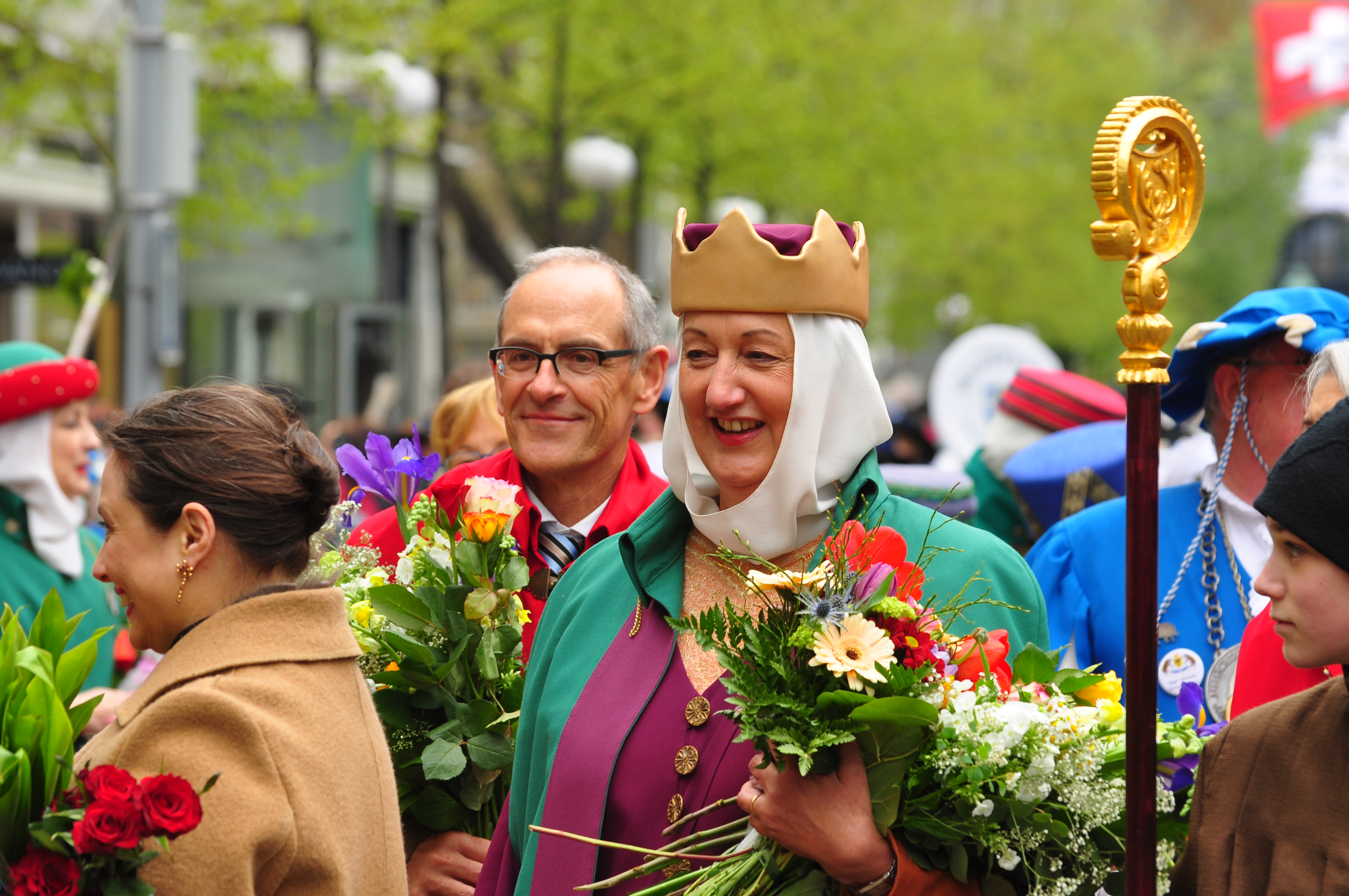
Regula Zweifel als Hohe Fraumünsterfrau der Gesellschaft zu Fraumünster am Sechseläuten-Umzug 2012

Regula Zweifel (* in Meiringen) ist eine Schweizer Kulturhistorikerin und ehemalige stellvertretende Direktorin des Schweizerischen Nationalmuseums und der dazugehörigen Museumsgruppe.

## Leben
Regula Zweifel wuchs in Martigny auf und studierte in Zürich Kulturgeschichte. Sie war Hohe Fraumünster-Frau (Präsidentin) der Gesellschaft zu Fraumünster (GzF), die auch als «Frauenzunft» bekannt ist. Ihr Amt in der GzF trat sie im November 2010 an. Die Inspiration zum Beitritt erhielt sie von ihrem Vater, der in der Zunft St. Niklaus Mitglied war. Sie plädierte für die Teilnahme der GzF am Sechseläuten. So nahm sie an einem Sonderstamm 2011 der Höngger Zünfter teil, um das Wirken der Gesellschaft zu Fraumünster zu präsentieren und eine mögliche Teilnahme als Dauergast am Sechseläuten zu diskutieren. Im selben Jahr marschierte die Frauenzunft erstmals als Ehrengast beim Sechseläuten-Umzug mit. In den Vorjahren musste die GzF jeweils eine halbe Stunde vor dem offiziellen Umzug teilnehmen.
Bis 2016 war Zweifel Geschäftsführerin des Schweizer Frauenverbands Alliance F.
Gemeinsam mit Catherine Ziegler Peter, Nathalie Ulmer und Alexia Zeller war sie Mitinitiatorin der Kunstinstallation «Katharinenturm» an der Limmat, die Katharina von Zimmern, letzte Äbtissin des Fraumünsterklosters, und weitere Frauen der Geschichte der Stadt Zürich würdigt.
Regula Zweifel lebt in Zürich.

## Schriften
- Die Plastiken von Johann Isaak Freitag im Säckinger Münster, in: Zeitschrift für schweizerische Archäologie und Kunstgeschichte, Heft 1, 1975 (online doi:10.5169/seals-166345)
- Musikautomaten-Museum Seewen. Westermann, Braunschweig 1993.
- mit Felix Graf: Museum Bärengasse. Vernunft und Leidenschaft, Zürich 1750–1800: Begegnungen, private Welten, Freiräume. Schweizerisches Landesmuseum, Zürich 1999, ISBN 3-908025-70-2
- Musée Suisse – acht Museen, ein Unternehmen. Schweizerisches Landesmuseum, Zürich 2001, ISBN 3-908025-09-5.
- mit Petra Strackenbrock: Remember Swissair: 1931–2002. Schweizerisches Landesmuseum, 2002.